# Neunheilingen
Neunheilingen es un municipio situado en el distrito de Unstrut-Hainich, en el estado federado de Turingia (Alemania), a una altitud de 250 metros. Su población a finales de 2016 era de unos 480 habitantes y su densidad poblacional, 33 hab/km².
Se encuentra ubicado al norte de la ciudad de Eisenach, al noroeste de Erfurt, la capital del estado.